# Pilsbryspira amathea
Pilsbryspira amathea é uma espécie de gastrópode do gênero Pilsbryspira, pertencente a família Pseudomelatomidae.